# Olot
Olot es un municipio y localidad española de la provincia de Gerona, en Cataluña. Capital de la comarca de La Garrocha, cuenta con una población de 38 822 habitantes (INE 2024). Es especialmente conocida por sus lugares de interés natural; no en vano todo su término municipal se encuentra dentro del parque natural de la Zona Volcánica de la Garrocha. Los volcanes (todos ellos extinguidos) más conocidos y visitados son el de Santa Margarita, Croscat y el volcán Montsacopa, también conocido como Sant Francesc. El Croscat es famoso debido a que el terreno está "cortado" y se pueden apreciar perfectamente los estratos geológicos. En el Parc Nou de la ciudad se encuentra el Museo de los Volcanes y el Jardín Botánico de Vegetación Natural Olotense. También despierta un gran interés el hayedo de Jordá, un inmenso bosque de hayas, especial para pasear, tanto a pie, en bicicleta, a caballo o en carruaje.
Cabe mencionar el arte y la industria de estatuaria religiosa que desde el siglo XIX se estableció por toda la ciudad, siendo el máximo representante "El Arte Cristiano", fundado por Marià Vayreda y existente hoy día, donde trabajaron entre muchos otros los notables escultores Miguel Blay y Josep Clarà. Actualmente la Escuela de Arte y Diseño Superior de Olot se ha convertido en el centro de enseñanzas artísticas de la provincia de Gerona y ofrece desde Bachillerato Artístico hasta Estudios de Grado Superior.
Uno de los atractivos turísticos de Olot es su gastronomía, la llamada "cocina volcánica". Una de sus recetas más conocidas son las patatas de Olot (patates d'Olot). También es de importancia mencionar la plaza de toros de Olot, que data del año 1859, siendo la más antigua de Cataluña y la segunda de España.
El municipio de Olot tiene 29,12 km², limita con los municipios de Vall de Vianya (norte), San Juan les Fonts (norte y este), Santa Pau (sureste), las Presas y Vall de Bas (sur) y Riudaura (este). La ciudad está situada al valle alto del río Fluvià, que la atraviesa. Está formado por la ciudad de Olot (capital de comarca), antiguos pueblos y vecindarios (Sant Roc d'Olot, Sant Cristòfol de les Fonts, Sant Andreu del Coll, Closells), que forman una conurbación alrededor de la ciudad; diferentes urbanizaciones (les Fonts, Mas Bernat, les Planoles, etc); y el antiguo municipio de Batet de la Serra, que fue independiente hasta 1971.

## Etimología
La etimología de la palabra Olot no está clara y hay diferentes hipótesis. Según la Crònica Universal de Catalunya, Olot fue fundada por Ulo, un antiguo rey de la dinastía de los atlantes y que después fue llamado Sículo; la ciudad se llamó Ulot. Otra teoría, más extendida, es que la palabra Olot proviene de ala, ya que el pueblo ha estado documentado con los nombres Aulot y Alot; y además así está representado en el escudo de la ciudad (con un ala haciendo referencia a su nombre).

## Geografía
Integrado en la comarca de La Garrocha, de la que ejerce de capital, se sitúa a 55 kilómetros de la capital provincial. El término municipal está atravesado por las siguientes carreteras:  
- Autovía Pirenaica ( A-26 ): vía rápida de conexión con Besalú y Figueras.
- Carretera nacional  N-260 : sirve de alternativa a la anterior en sentido Besalú y conecta también con Ripoll.
- Carretera  N-260a : es la antigua carretera nacional que conecta con Ripoll por Vallfogona del Ripollés.
- Carretera autonómica  C-152 : se dirige hacia Vic.
- Carretera local  GI-524 : conecta con Santa Pau.
- Carretera local que permite la comunicación con Riudaura.

El municipio se sitúa en el valle alto del río Fluvià, que atraviesa el casco urbano, ocupando el centro del Pla de Olot. La parte septentrional del término municipal es drenada por la riera de Ridaura y accidentada por la sierra de Sant Miquel del Mont (793 metros) y la montaña de Sant Valentí (711 metros), sierras que forman en parte el límite septentrional. El río Fluvià, al noreste, hace de límite municipal antes de entrar en Sant Joan les Fonts, y al sureste se encuentra la abrupta sierra de Batet, donde destacan el Volcá de Pujalós (779 metros) y el Turó de Godomar (806 metros). Esta abrupta zona montañosa está incluida en el Parque Natural de la Zona Volcánica de la Garrotxa. Al sur y al oeste el territorio es más abierto y más llano por la presencia del río Fluviá. La pequeña sierra llamada también de Sant Valentí (648 metros) forma el límite occidental con la Vall d'en Bas. La altitud oscila entre los 806 metros y los 370 metros a orillas del Fluvià. El casco histórico se alza a 433 metros sobre el nivel del mar. 

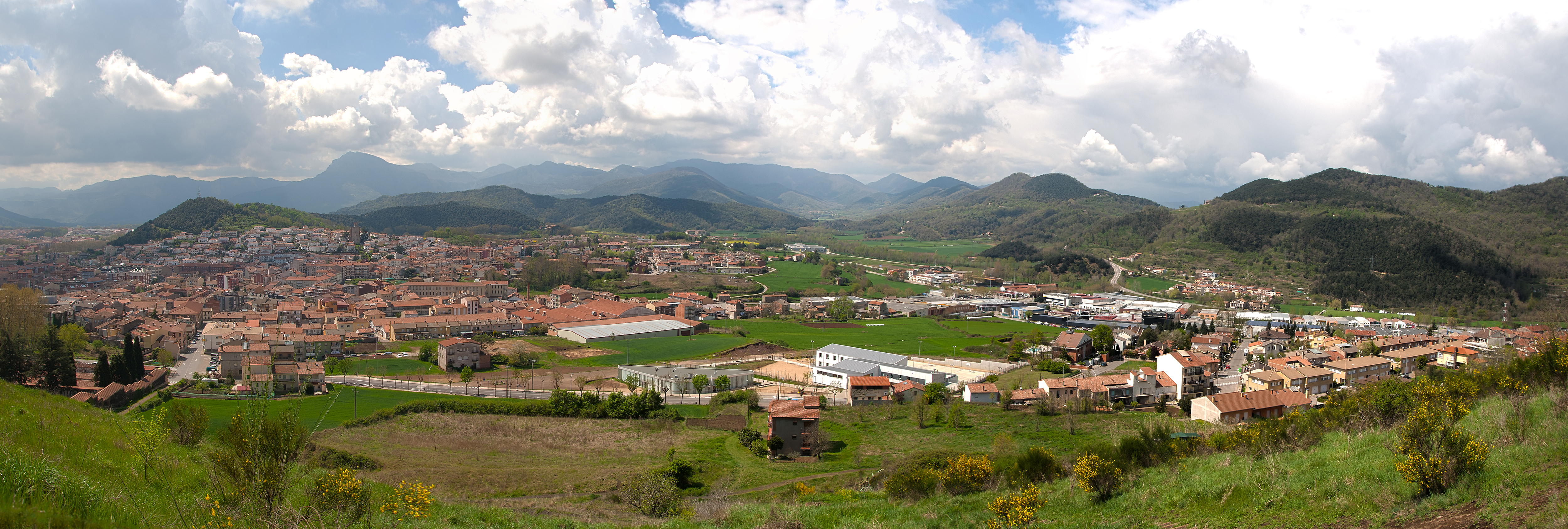
Olot desde volcán del Montsacopa

| Noroeste: La Vall de Bianya             | Norte: La Vall de Bianya y Sant Joan les Fonts | Nordeste: Sant Joan les Fonts         |
| Oeste: Riudaura y La Vall d'en Bas      |                                                | Este: Sant Joan les Fonts y Santa Pau |
| Suroeste: Les Preses y La Vall d'en Bas | Sur: Les Preses                                | Sureste: Santa Pau                    |

## Historia

### Edad Media
La primera noticia histórica que se conoce del lugar de Olot (Olotis) con su antigua iglesia de Santa María, situado al territorio de Bas, sale en un precepto de confirmación de bienes que el rey Carlos el Calvo hizo el año 872 a favor del abad Racimir de Sant Aniol d'Aguja. Un siglo más tarde, el año 977, el conde obispo Miró dio al monasterio de Camprodón y al monasterio de Besalú unos alodios situados en la parroquia de San Esteban de Oloto. Estas dos primeras noticias dan a conocer la existencia de un núcleo organizado con dos iglesias, la de Santa María y la de San Esteban.
Más importante para la historia de Olot fue la donación que el 1097 hizo el conde Bernat II de Besalú al monasterio de Ripoll de un importante alodio situado en la parroquia de San Esteban Olotensis que iba del Fluviá a Sant Andreu del Coll y de la parroquia de Santa María de la Pinya a la de San Pedro de las Presas. A partir de este momento, la villa de Olot quedó en dominio de los abades del monasterio de Ripoll. Los abades ripolleses construyeron un palacio en la villa de Olot y en el siglo XII crearon la administración de Olot para la gestión de los bienes que el monasterio tenía en la región.
Al principio del siglo XII, la población olotense había crecido de tal forma que el templo de San Esteban era insuficiente. Se derribó el que había y se empezó la construcción de un nuevo templo de mayor capacidad. El 1116 el obispo de Gerona Berenguer Dalmau consagró la nueva iglesia y le proporcionó diezmos, primicias y poblaciones de los fieles, más los treinta pasos legítimos de la sagrera y otros dones, de la misma forma que lo hizo el conde Bernat. La población de Olot fue creciendo alrededor del nuevo burgo de San Esteban.
El año 1206 el abad de Ripoll otorgó unas concesiones a los olotenses y edificó un palacio, reedificado al final del siglo XIV. La población estuvo amurallada. El 1251 entró a formar parte de la veguería de Camprodón.
El año 1314, el rey Jaime II, a petición del abad de Ripoll, concedió a la villa el privilegio de feria por Pascua Granada y por San Lucas. De esa forma, Olot se convertía en un centro comercial de importancia gracias a las ferias y mercados que eran visitados por los vecinos de las valles de la región. El año 1362, el abad del monasterio de Ripoll concedió aún nuevas franquezas que ayudaban a la concurrencia mercantil de la villa.
Cuando el rey Martín fue nombrado conde de Besalú, resucitando el antiguo título, no tardó en reclamar toda la jurisdicción que tenía sobre Olot su madre, la reina Leonor. Le fueron concedidas la jurisdicción civil y criminal, el mero y mixto imperio. El rey Martín tuvo atenciones para la villa de Olot en forma de privilegios y exenciones, la creación de la subveguería y la reforma del regimiento municipal, que constaba de tres cónsules y nueve jurados, elegidos por los vecinos, después de una época de tensiones con Ripoll, que conservó el dominio directo. La carta duró hasta los decretos de Nueva Planta.
La Universidad de la villa de Olot había fundado la Almoina del Pa (limosna del pan) con las donaciones que hicieron unos ricos comerciantes de la villa: Bartrina, Olivella y Coromina. Pero los estatutos no acabaron de hacer funcionar el establecimiento y el rey Martín lo reformó el año 1404.
Una fecha siniestra para Olot y toda la comarca fue el 15 de mayo de 1427, con el primer terremoto. El año siguiente, por la Candelaria, el cataclismo aún fue más aterrador, porque azotó todas las casas, las iglesias y los edificios de la villa y de la comarca. Aquel mismo año, el rey Alfonso V de Aragón, desde Valencia, mandaba a los cónsules de la villa que reedificasen los edificios al mismo sitio, o en otro, con el mismo nombre de Olot. La villa de Olot perdió 302 fuegos.
Los olotenses, que desde hacía más de un siglo tenían continuas disensiones con los abades de Ripoll por cuestiones de régimen y autonomía municipal, aprovecharon la ocasión y el privilegio real para construir la nueva población dentro de los terrenos de la Almoina del Pa, y la villa vieja situada alrededor de la iglesia de Santa María del Tura. Este sector aún se puede precisar por la marcada cuadrícula de sus calles.
Cuando aún se iba reconstruyendo la nueva villa, surgieron las turbulencias del reinado de Juan II, que afectaron directamente la ciudad, pues se encontraba en medio de las comarcas en rebelión contra los señores y la Diputación. Las fuerzas de la Diputación llegaron a saquear la villa de Olot el año 1463 y las 200 casas que tenía la villa quedaron reducidas a 70.

### Edad Moderna
Al final de la guerra de los Remensas, Olot vivió un periodo de relativa calma, que le permitió una cierta prosperidad con el crecimiento del comercio y de la industria, gracias a los nuevos privilegios concedidos por el abad de Ripoll y los acuerdos con los señores, a consecuencia de la sentencia arbitral de Guadalupe. El año 1547 había 400 casas y se restauraron las iglesias de San Esteban y Santa María (ya llamada del Tura) y se construyó el convento del Carmen y el hospital San Jaime y los puentes de San Roque y San Cosme sobre el Fluviá. El convento de capuchinos fue construido el 1627-1631 (actual plaza Clarà). El año 1614 se organizó una mesa de cambio que se mantuvo hasta mediados de siglo, cuando los efectos de la guerra de los Segadores y una terrible epidemia (1650) que causó alrededor de un millar de muertes provocaron una fuerte crisis, continuada hasta el final del siglo con las frecuentes guerras contra Francia.
Al principio del siglo XVII, Olot consiguió la acuñación de moneda del rey Felipe III, cosa que hace patente la pujanza que tenía la ciudad. La acuñación se repitió durante el conflicto contra Felipe IV; primero se acuñaron los reales y los sueldos de plata con la figura del rey Felipe, pero siguiendo la causa de la tierra, las nuevas acuñaciones se hicieron con la eficie del rey Luis XIII de Francia, que había sido proclamado en Cataluña.
En las guerras con Francia de la segunda mitad del siglo XVII, los olotenses defendieron encarnizadamente su villa y comarca; se diferenciaron especialmente las partidas de migueletes de Josep de la Trinxeria. En 1675 Trinxeria y sus hombres abrieron y defendieron el collado del Portell; en otras campañas entraron en el Rosellón y llegaron hasta las puertas de Perpiñán. El año 1678, el mismo caudillo derrotó los franceses en la collada de Maians, y en 1684-1697, en la última guerra del siglo, Trinxeria hostilizó al enemigo desde el valle de Vianya hasta Prats de Molló.
La ciudad de Olot se adentró al siglo XVIII superando un periodo de guerras que la habían castigado en los últimos años. Iniciando este nuevo siglo estalló la Guerra de Sucesión entre Felipe V y el archiduque Carlos de Austria. Olot, igual que la mayoría de villas de Cataluña, se declaró fiel a Carlos de Austria, aunque muy pronto la villa fue ocupada por el duque de Noailles, que comandaba el ejército felipista, que impuso numerosas cargas a sus habitantes. Desde entonces, Olot, con toda la Garrocha, estuvo integrada en el nuevo corregimiento de Gerona.
Aunque la represión institucional que sufrió toda Cataluña, con la abolición de los organismos de gobierno, una vez superados los primeros años de la posguerra, Olot inició una recuperación en el campo de la economía y de la demografía que la convirtió en la ciudad más pujante de las comarcas gerundenses, superando hasta a Gerona en número de habitantes y de fábricas.
A mediados del siglo XVIII se introdujo en Olot la fabricación de medias con telares, tejidos de algodón e hilados, y el año 1777 se inició la manufactura de las llamadas indianas, que tuvieron un papel muy importante en el desarrollo industrial olotense. Además cabe destacar su elevada producción, que permitía mantener una población activa muy numerosa. El año 1777 había en Olot, además de la ya citada industria de indianas, 12 fábricas de trapos, 50 de medias, 4 de fajas y 5 de tintes. Al cabo de dos años se menciona que la industria textil y de curtiduría ocupaba a unas 2500 personas. Aún con el impacto del inicio de la guerra contra la Francia revolucionaria (1793), la industria olotense se mantuvo a unos niveles ciertamene pujantes hasta pasada la Guerra de la Independencia Española (1808-1814).
Paralelamente al aumento de la población, se llevaron a cabo una serie de construcciones de nueva planta que caracterizan la pujanza de este siglo; en 1780 se empezaron las obras del hospicio, que se terminaron en 1784, y también estos años se decidió construir una nueva pescadería y restaurar las fuentes públicas, se rehicieron edificios de la nobleza y hasta se pidió permiso al rey para crear nuevos barrios.
La vida cultural tuvo un nuevo empuje cuando el 1783 se inauguró la Escuela Pública de Dibujo, institución que tuvo un papel decisivo en la formación de los trabajadores de las industrias de indianas y en preparar a la juventud para acceder con una mínima preparación técnica al mundo industrial. Además, la municipalidad olotense mantenía dos escuelas de primeras letras y la de latín; alrededor de estos años se habla también de la escuela de primeras letras de los religiosos carmelitas y de una conferencia de moral.
Este panorama tan halagüeño se rompió con el estallido de la Guerra Grande (1793-95). Olot se convirtió en una especie de cuartel general de las tropas españolas y se tuvo que habilitar el hospicio como caserna; lo mismo se hizo con la antigua caserna del Firal. En un primer momento, la guerra fue favorable al gobierno español, pero entrado 1794, un fuerte empuje de los franceses puso a la villa de Olot en peligro de caer en sus manos. Fue en este momento cuando se reinstauró el somatén como medio de defensa. Parece que el inminente peligro de invasión produjo el cierre de muchas fábricas y la huida de gente asustada por la proximidad de los enemigos. Al final los franceses no consiguieron conquistar la ciudad por la defensa que hacían las fuerzas de voluntarios de toda la cercanía. Al final, se firmó la paz con Francia y se retomó la actividad normal.

### SiglosXIXyXX
No tardaron en llegar nuevos problemas: la invasión francesa de 1808 al inicio de la guerra del Francés, que también afectó en gran forma a la villa garrochina. Aunque los franceses fueron hostilizados continuamente alrededor de Olot, donde el bandido Boquica sembraba el terror con maldades, en definitiva la villa cayó en manos del ejército napoleónico.
Ya antes se habían formado cinco compañías que no pudieron evitar que el 25 de diciembre de 1809 (pocos días después de la caída de Gerona) el general Souham ocupase la villa. A partir de esta fecha la villa fue frecuentemente ocupada y desocupada por los franceses hasta que en abril de 1812 cayó definitivamente en sus manos.
Pronto se formó un ayuntamiento presidido por Alejandro de Soler y de Sayol, al cual acompañaron las personas más representativas de la población; se tildaron más de colaboracionistas que de afrancesados convencidos. En este breve espacio de tiempo que duró la ocupación francesa, no se pudieron llevar a cabo las reformas que habían empezado en otros sitios de Cataluña, y se limitaron a hacer una fuerte presión fiscal para subvenir los numerosos gastos de la guerra. El 9 de marzo de 1814 los franceses abandonaron definitivamente la villa de Olot; antes habían derrumbado con explosivos el fuerte de Montsacopa, que se había acondicionado para poder dominar toda la cercanía.
Después de la evacuación de los franceses, la Constitución de 1812 fue proclamada en la villa el 12 de marzo de 1814, y fue solemnemente jurada al día siguiente. En las elecciones inmediatas para formar el ayuntamiento, el doctor Esteve Roca fue designado alcalde primero. Con el restablecimiento del absolutismo pocos días después, el ayuntamiento correspondió otra vez a los regidores de 1808. Se iniciaba así un periodo de inestabilidad política y de luchas entre liberales y absolutistas que duró algunos años y se reflejó profundamente en Olot.

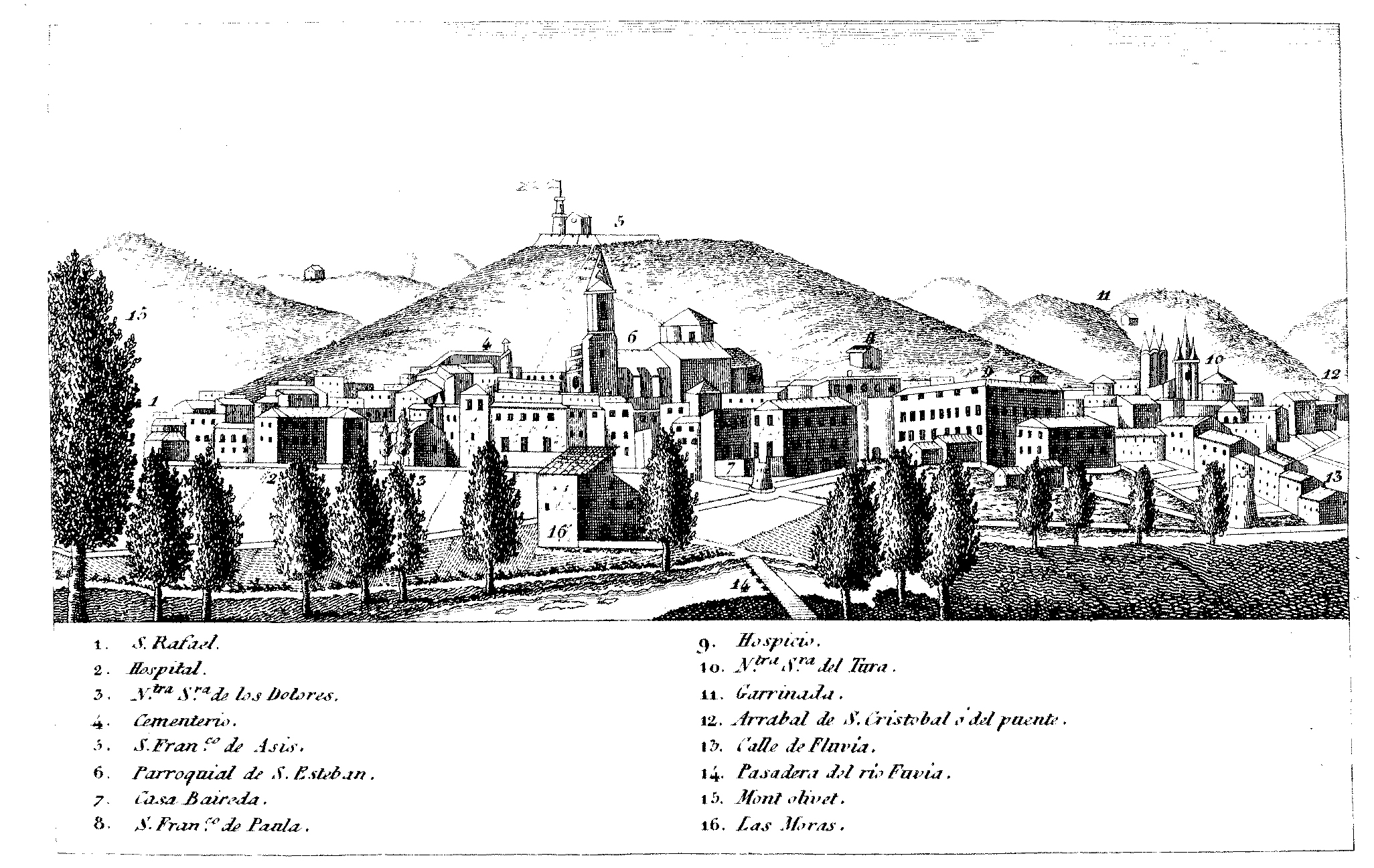
Vista meridional de Olot en un grabado de la primera mitad del

En mayo de 1820 los constitucionales proclamaron de nuevo la constitución, que estaría vigente hasta 1823. Durante el Trienio Liberal fueron expulsados los carmelitas, se formó la milicia nacional y se reunió una sociedad patriótica en Can Bolòs. Pero las partidas del Misses, Malavila y mosén Anton ocuparon la población en 1822 y produjeron otros actos de fuerza el año siguiente. Las tropas francesas enviadas por la Santa Alianza ocuparon Olot en mayo de 1823, mientras que los milicianos pasaron en Barcelona. Entonces los realistas (incitados por el clero, según lo que comenta Paluzíe) se lanzaron a una represión cruel contra los constitucionales y sus familias. Durante la guerra de los Malcontents (1827) Olot pasó momentáneamente a manos de los ultrarrealistas y poco después, fue escenario del fusilamiento del capitán Bossoms, alias Jep dels Estanys. Durante la primera guerra carlista, la villa fue sometida a un terrible sitio por las fuerzas reaccionarias de Juan Antonio Guergué, pero se defendió heroicamente de la acometida (meses de septiembre y octubre de 1835) manteniendo la causa de Isabel II. Por este motivo le fue atorgado el título de Muy Leal por las cortes en 1836.
Según el estudio de F. Simón Segura, en Olot no se vendieron muchas propiedades a raíz de la desamortización de Mendizábal: las subastadas pertenecían a los carmelitas de la misma población y a los benedictinos de Besalú y Ripoll. El convento de los capuchinos ya había sido quemado durante el sitio de 1835.

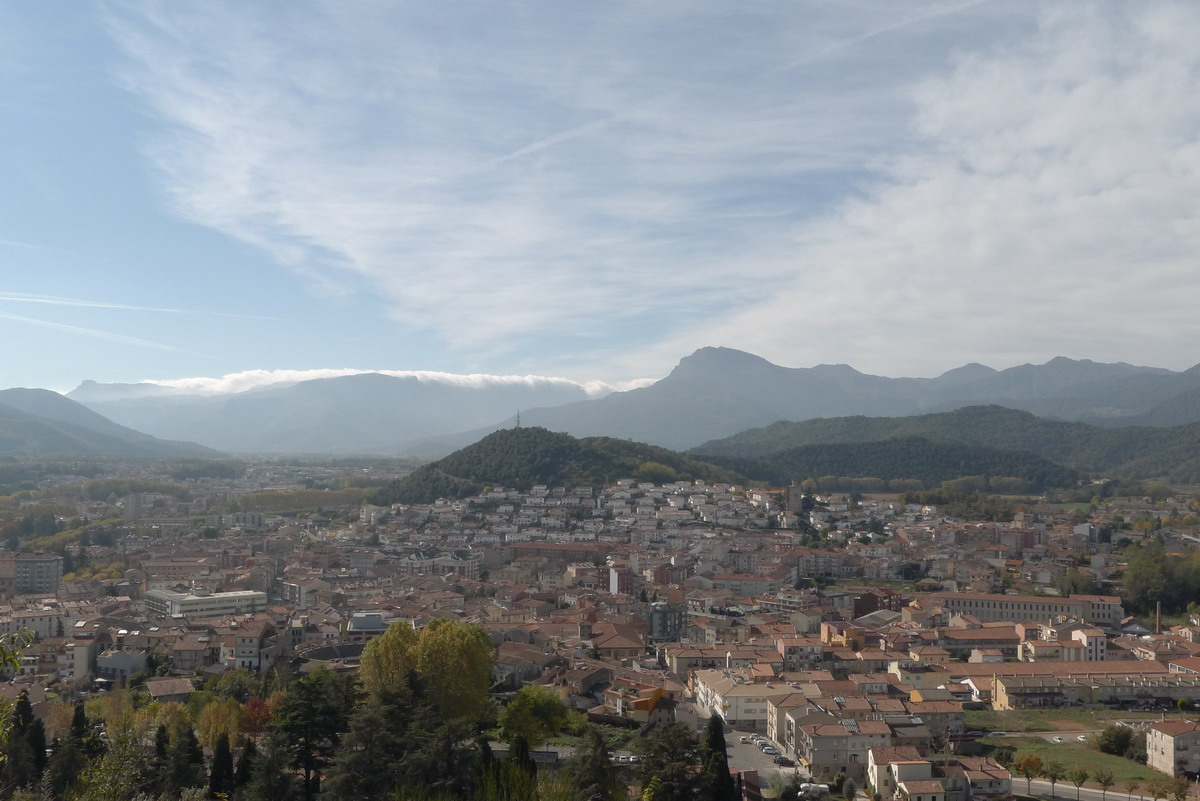
Vista de Olot

Hasta mediados del siglo XIX, la industria olotense consiguió un esplendor bastante notable en el contexto gerundense. La producción textil comprendía barretinas, bayetas, medias, fajas, pañuelos, etc. Sin embargo, aparte de la carencia de comunicaciones y la dependencia de los fabricantes olotenses de comisionados de Barcelona, la inestabilidad política se reveló decisiva para la crisis de la industria olotense, la crisis más acusada correspondió a los años 1858-1877. La carretera de Vich se comenzó a construir en 1848, pero se paralizó enseguida por la oposición de Gerona. En cambio, la de Gerona se construyó enseguida, en 1849. La organización del obrerismo en Olot, con el impulso dado por Joan Munts, en 1842, hizo sentir su fuerza en tiempos de la regencia, y explica en parte la bullanga provocada el mismo año en protesta contra el bombardeo de Barcelona, como también el apoyo olotense al levantamiento de la Jamancia (1843). La crisis industrial de 1848 ayudó, por otro lado, a incrementar las filas de los matiners sublevados contra la consolidación del estado liberal burgués. El conflicto se benefició igualmente del descontentamiento que había entre los jóvenes por el problema de las levas, que en 1845 ya habían provocado un alboroto sonado.
En 1854, Olot, siguiendo el ejemplo de Barcelona y Gerona, se pronunció a favor de la revolución de los generales O'Donnell y Dulce. Poco después se abatía sobre la población la epidemia de cólera. La crisis industrial comportó, en 1858, la despedida de un grupo de trabajadores de las fábricas. En 1859 es importante en el campo del periodismo Olot porque aparecieron dos semanarios: La Aurora Olotense y El Faro de la Montaña, primeras muestras de la prensa local.
Con la revolución de 1868 se instaló la junta revolucionaria presidida por Martí Pararols. El sufragio universal llevó a la municipalidad la figura de Juan Diez Ros, republicano federal, el cual en el levantamiento de octubre de 1869 dirigió las fuerzas del lado de la montaña, con el diputado Bañolas Josep T. De Almendro, y llegó a sitiar el cuartel del Carme, donde la tropa residía. La gente de orden, por su parte, dio fuerte apoyo al tradicionalismo representado por el círculo carlista. La organización obrera se integró en la Asociación Internacional de Trabajadores, la cual tuvo en Olot el puntal más sólido en las tierras gerundenses. Al parecer tenía unos 1200 afiliados, los cuales habían montado una cooperativa de consumo para los asociados. De esta manera la federación local de la Internacional pudo sostener algunas huelgas importantes (la de tintoreros y tejedores), aunque fue reprimida por orden del gobernador civil en 1872.
La proclamación de la Primera República en 1873 llevó a la alcaldía Juan Diez, que trabajó decididamente para defender la villa de las acometidas carlistas. Sería desposeído tras el golpe de Estado del general Pavía en 1874. Entre 1874 y 1875 la villa estuvo ocupada por los carlistas, que publicaron El Iris, periódico defensor del lema "Dios, Patria, Rey, Fueros".
Durante la restauración, aparte el caciquismo y el sistema político imperante, Olot se recuperó demográficamente e industrialmente. En 1880 empezó a funcionar el primer telar al vapor, y en 1911 (año de la llegada del ferrocarril) se aplicó la electricidad a la industria por primera vez. De 1880 a 1900 hubo solo un taller de imaginería religiosa, pero a partir del último año la expansión de esta industria fue evidente hasta 1950.

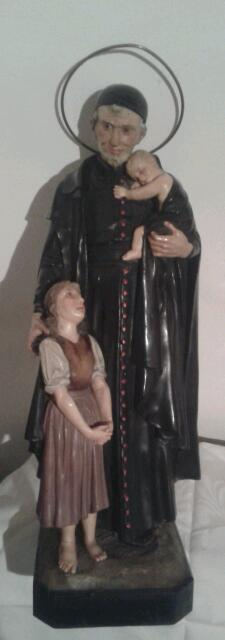
Imagen de San Vicente de Paúl realizado en el taller "Las Artes Religiosas" fundado en 1902.

En el ámbito político, aparte la tradicional inclinación hacia el carlismo, la corriente catalanista alcanzó hitos importantes en los últimos decenios del siglo XIX, con la creación del Centro Catalanista y la publicación de periódicos como El Olotí. Asimismo, gozó de prestigio y renombre la actividad artística protagonizada por el núcleo que convirtió la villa en el "Barbizon" de Cataluña. Las actividades sociales y recreativas fueron canalizados por entidades como la Escuela Católica de Obreros olotenses (desde 1888 dicho Centro Católico de Olot y su comarca) y el Centro Fontanella, ambas fundadas en 1877, y el Centro Obrero (1894). El incremento de publicaciones locales es también especialmente notable: algunas como El Deber (1879-1935) disfrutaron de larga vida. En 1907 el rey Alfonso XIII concedió el título de ciudad a la hasta entonces villa de Olot.
El movimiento obrero fue principalmente notable los años 1918 y 1919, después de que la crisis posbélica hubiera originado unos movimientos huelguísticos muy notables. También en 1923 una huelga de peones y maestros de casas duró trece semanas.
En 1927, Olot fue visitado por el rey Alfonso XIII, la reina Victoria Eugenia y las infantas. En la vida cultural de los años de la dictadura de Primo de Rivera, cabe señalar la publicación de la Revista de Olot, de carácter eminentemente literario, dirigida por el artista y escritor Josep M. Mas de Xexàs.
En las elecciones municipales de 1931, Olot se decantó también por la República apoyando la candidatura de entendimiento formada por el Casal Catalán, los republicanos y el Centro Obrero. El primer alcalde del nuevo régimen fue Joan de Garganta, de Acció Catalana, elegido el mismo año diputado por el distrito de Olot a la Diputación Provisional de la Generalidad de Cataluña. Las crisis entre los concejales del municipio se repitieron a menudo y obligaron a reestructurar los cargos. Así, en 1932 la alcaldía fue confiada a Ramón Aubert, de Esquerra Republicana. En las elecciones de 1932 destinadas a designar a los miembros del Parlamento de Cataluña, resultó elegido, dentro de la candidatura de Esquerra, el olotense Antoni Dot.
En las elecciones municipales de 1934 salió un ayuntamiento mayoritariamente de derecha. La alcaldía correspondió a Ferran Casabò, de la Liga, pero presentó la dimisión el mes de agosto y el relevó Josep Coll, del mismo partido.
Durante los Revolución de 1934, la Alianza Obrera decretó la huelga y una comisión gestora desplazó momentáneamente la corporación de derecha. Los principales responsables fueron a continuación procesados y se procedió a cerrar algunas entidades. En 1935 Rafael Arau fue nombrado alcalde por orden gubernativa, cargo que fue atribuido de nuevo a Josep Coll en el mes de mayo. El resultado de las elecciones de febrero de 1936 provocó una nueva reorganización municipal y Ramón Aubert volvió a ocupar el puesto de alcalde.
La guerra civil española, dura como por todas las comarcas catalanas, significó un trastorno importante de actitudes y de poderes. Aparte los incendios de los edificios eclesiásticos, una cincuentena de Olot, entre ellos una veintena de religiosos, fueron asesinados en la comarca o en otros lugares de la península. En las acciones de salvamento del patrimonio artístico y cultural se remarcó especialmente el doctor Joaquim Danés, el cual fue encarcelado al terminar el conflicto. El día 7 de febrero de 1939, Olot fue ocupado por las fuerzas del general Alonso Vega, acto que fue precedido por el paso de la riada de derrotados hacia la frontera. Durante la represión habida en la posguerra el fusilamiento afectó una veintena de vecinos de Olot, vinculados principalmente a la CNT.
Después de la guerra algunas familias se enriquecieron gracias al contrabando, pero la mayoría de la población vivió una fuerte penuria económica agravada por el aguacero del 1940. A partir de los años cincuenta comenzó una recuperación industrial y llegaron los primeros inmigrantes. La economía se basó en la industria textil, que se nutría fundamentalmente de mano de obra femenina suponiendo el 73 % de su personal. Esta importante inserción en el mercado laboral fue uno de los factores que influyeron para que en 1970 fuera la localidad con menor índice de natalidad de España.
En 1979 se celebraron las primeras elecciones locales democráticas, que fueron ganadas por Convergència i Unió. De hecho, Olot ha sido ciudad convergente a excepción del periodo entre 1999 y 2011, cuando gobernó el Partit dels Socialistes de Catalunya y fue alcalde Lluís Sacrest. Después de las elecciones municipales de 2011 y ante la retirada de Sacrest de la política, Convergència i Unió vuelve a recuperar el ayuntamiento olotense, siendo el alcalde Josep María Corominas. En el año 2010, Pere Puig Puntí, un vecino de la localidad, perpetró una masacre asesinando a cuatro personas

## Demografía

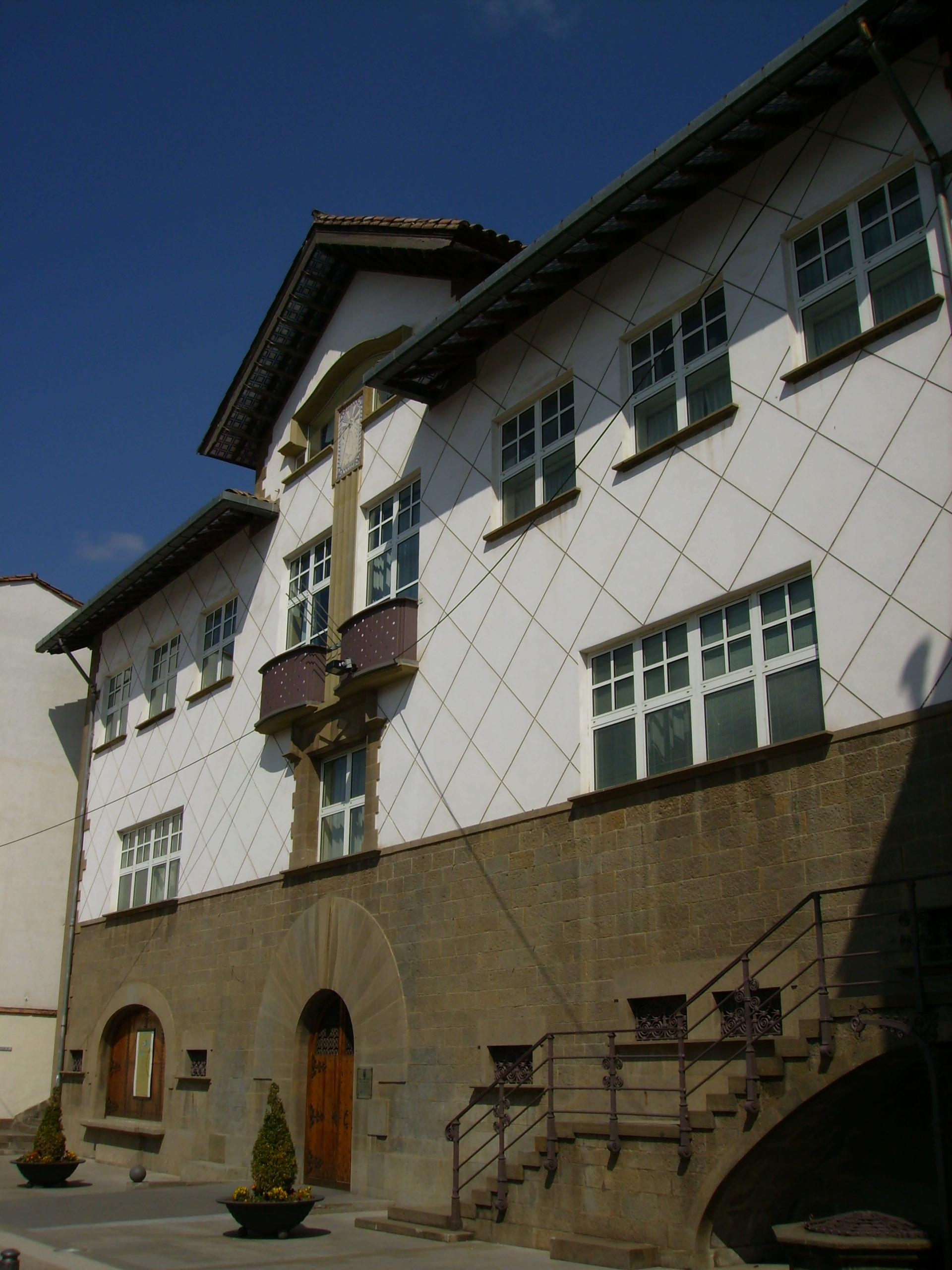
Ayuntamiento de Olot

Olot cuenta con una población de 38 822 habitantes (INE 2024).
| Gráfica de evolución demográfica de Olot entre 1842 y 2021 |
| |
| Población de derecho según los censos de población del INE Población de hecho según los censos de población del INEEntre el censo de 1981 y el anterior, crece el término del municipio porque incorpora a Batet |

## Administración y política
| Periodo   | Nombre                | Partido | Partido                                    |
| --------- | --------------------- | ------- | ------------------------------------------ |
| 1979-1983 | Joan Sala             |         | Convergència i Unió (CiU)                  |
| 1983-1987 | Arcadi Calzada        |         | Convergència i Unió (CiU)                  |
| 1987-1999 | Pere Macías           |         | Convergència i Unió (CiU)                  |
| 1999-2011 | Lluís Sacrest         |         | Partit dels Socialistes de Catalunya (PSC) |
| 2011-2019 | Josep María Corominas |         | Convergència i Unió (CiU)                  |
| 2019-2025 | Pep Berga Vayreda     |         | Junts per Catalunya (JxC)                  |
| 2025-act. | Agustí Arbós Torrent  |         | Junts per Catalunya (JxC)                  |

| Partido político                                         | 2023  | 2023  | 2023       | 2019  | 2019  | 2019       | 2015  | 2015  | 2015       | 2011  | 2011  | 2011       | 2007  | 2007  | 2007       |
| Partido político                                         | %     | Votos | Concejales | %     | Votos | Concejales | %     | Votos | Concejales | %     | Votos | Concejales | %     | Votos | Concejales |
| Junts per Catalunya (JxC)-Convergència i Unió (CiU)      | 32,80 | 3671  | 8          | 44,46 | 6889  | 11         | 37,95 | 4898  | 9          | 37,56 | 4615  | 10         | 29,57 | 3848  | 7          |
| Candidatura d'Unitat Popular (CUP)                       | 17,68 | 1979  | 4          | 11,10 | 1720  | 2          | 11,81 | 1524  | 3          | 7,64  | 939   | 2          | 6,16  | 802   | 1          |
| Partit dels Socialistes de Catalunya (PSC)               | 15,44 | 1728  | 4          | 11,36 | 1761  | 3          | 12,41 | 1601  | 3          | 24,54 | 3016  | 6          | 38,37 | 4994  | 9          |
| Esquerra Republicana de Catalunya (ERC)                  | 11,44 | 1281  | 3          | 21,53 | 3337  | 5          | 21,95 | 2833  | 5          | 7,39  | 908   | 2          | 10,50 | 1366  | 2          |
| Activem                                                  | 7,62  | 853   | 1          | —     | —     | —          | —     | —     | —          | —     | —     | —          | —     | —     | —          |
| Vox                                                      | 5,13  | 575   | 1          | 2,47  | 383   | 0          | —     | —     | —          | —     | —     | —          | —     | —     | —          |
| En Comú Podem (ECP)-Iniciativa per Catalunya Verds (ICV) | 3,37  | 378   | 0          | 4,15  | 644   | 0          | 6,31  | 814   | 1          | 4,36  | 536   | 0          | 6,16  | 802   | 1          |
| Partit Popular de Catalunya (PP)                         | —     | —     | —          | —     | —     | —          | 4,02  | 519   | 0          | 5,01  | 616   | 1          | 5,95  | 775   | 1          |

## Monumentos y lugares de interés

### Volcán Montsacopa
El Montsacopa es el ícono de la ciudad de Olot, con su morfología típica de un volcán, con un cráter circular y desde donde se puede disfrutar de una de las mejores panorámicas de 360° de la ciudad y de la comarca.
- En las grederas, dónde antiguamente se extraía greda, se puede observar la disposición en capas de los diferentes materiales volcánicos
- El cráter es el resultado de la última fase explosiva del volcán.
- Las Torres Carlinas: dos torres, con miradores con espectaculares vistas de la Alta Garrocha y la montaña del Canigó.
- La iglesia de Sant Francesc, ubicada dentro del recinto fortificado y con vista panorámica de Olot.
- El espacio de memoria histórica de la Guerra Civil, que recuerda a las víctimas de este conflicto en el cementerio de la ciudad, que está situado al pie del volcán.

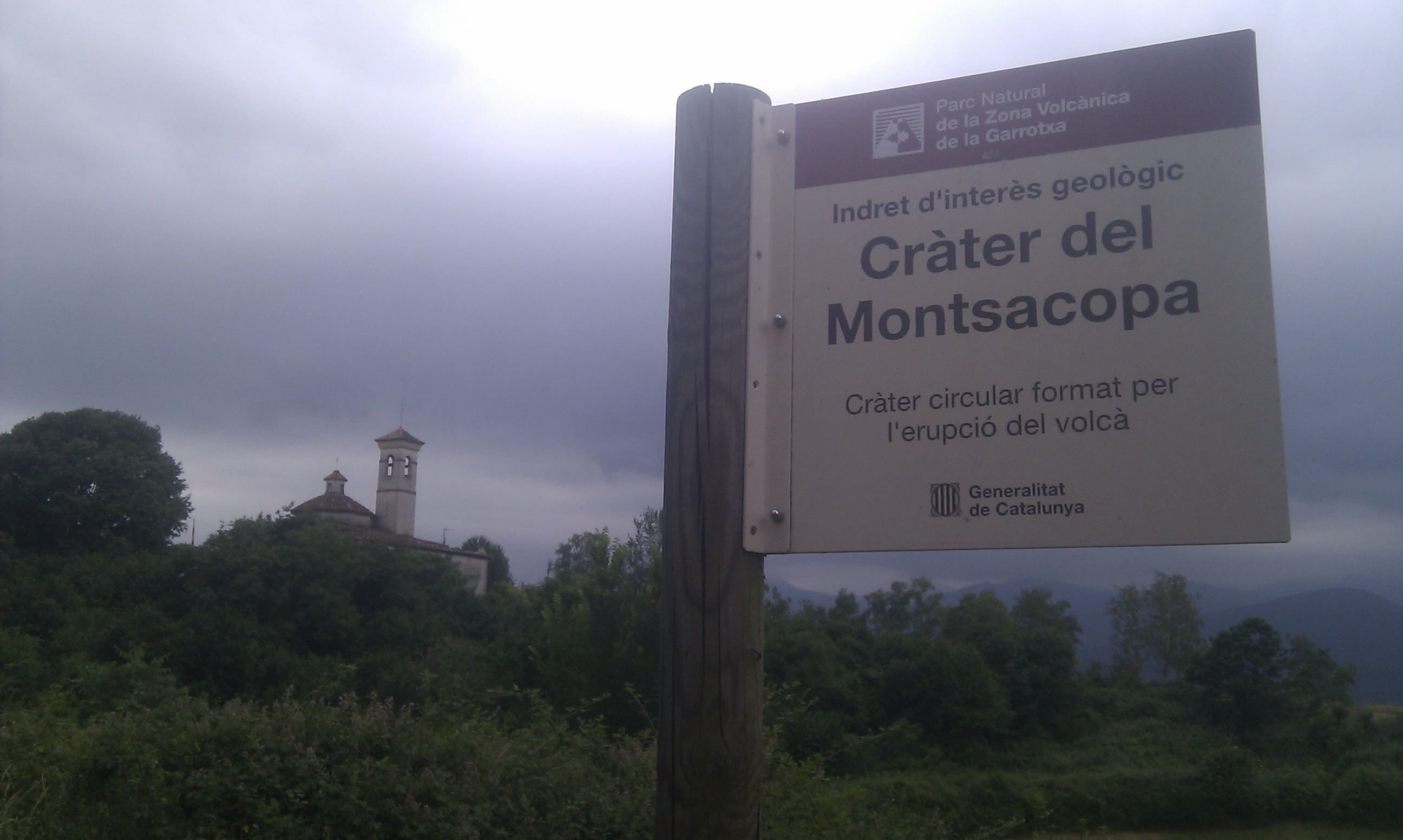
Volcán Montsacopa

### El casco antiguo
Durante el siglo IX, la villa medieval de Olot se desarrolló alrededor de una iglesia románica ubicada dónde actualmente hay el santuario del Tura. Los terremotos del siglo XV destruyeron gran parte de la villa y se reconstruyó fuera de la muralla, con todas las calles convirgiendo a la plaza Mayor. Actualmente, el casco antiguo de la ciudad acoge el eje comercial, donde se pueden encontrar desde tiendas centenarias a comercios de marcas reconocidas y multimarca. También es donde se concentran la mayoría de actos culturales y festivos de la ciudad, destacando las Fiestas del Tura (celebradas alrededor del 8 de septiembre y declaradas Fiesta Tradicional de Interés Nacional), la Feria del Dibujo (18 de octubre), el Lluèrnia (Festival del fuego y de la luz), y el Shopping Nit (la gran fiesta del comercio, que se celebra a mediados de junio).
- Hospicio: edificio proyectado por Ventura Rodríguez a finales del siglo XVIII destinado a beneficencia. Ha tenido muchos usos: mercado, escuela de bellas artes, museo... Destaca el claustro neoclásico de tres plantas.[14]
- Iglesia de la Virgen del Tura: según una tradición del siglo XV, un buey iba cada día a rascar la tierra del mismo lugar. El amo del buey, extrañado por la insistencia del animal, cavó en aquel punto y encontró la imagen de la Virgen. De esta leyenda proviene el nombre actual, pues Tura en catalán significa "buey".[15]
- Claustro del antiguo Convento del Carmen: declarado Bien Cultural de Interés Nacional y es de los pocos claustros renacentistas conservados en Cataluña. Proyectado por Llàtzer Cisterna en el siglo XVI, tiene una planta cuadrada irregular con dos pisos que siguen el orden clásico de capiteles y frisos.[16]
- Iglesia parroquial de San Esteban: el edificio actual es de 1763 y es obra de Blai de Trincheria. En su museo destaca un Cristo abrazado a la cruz de El Greco.

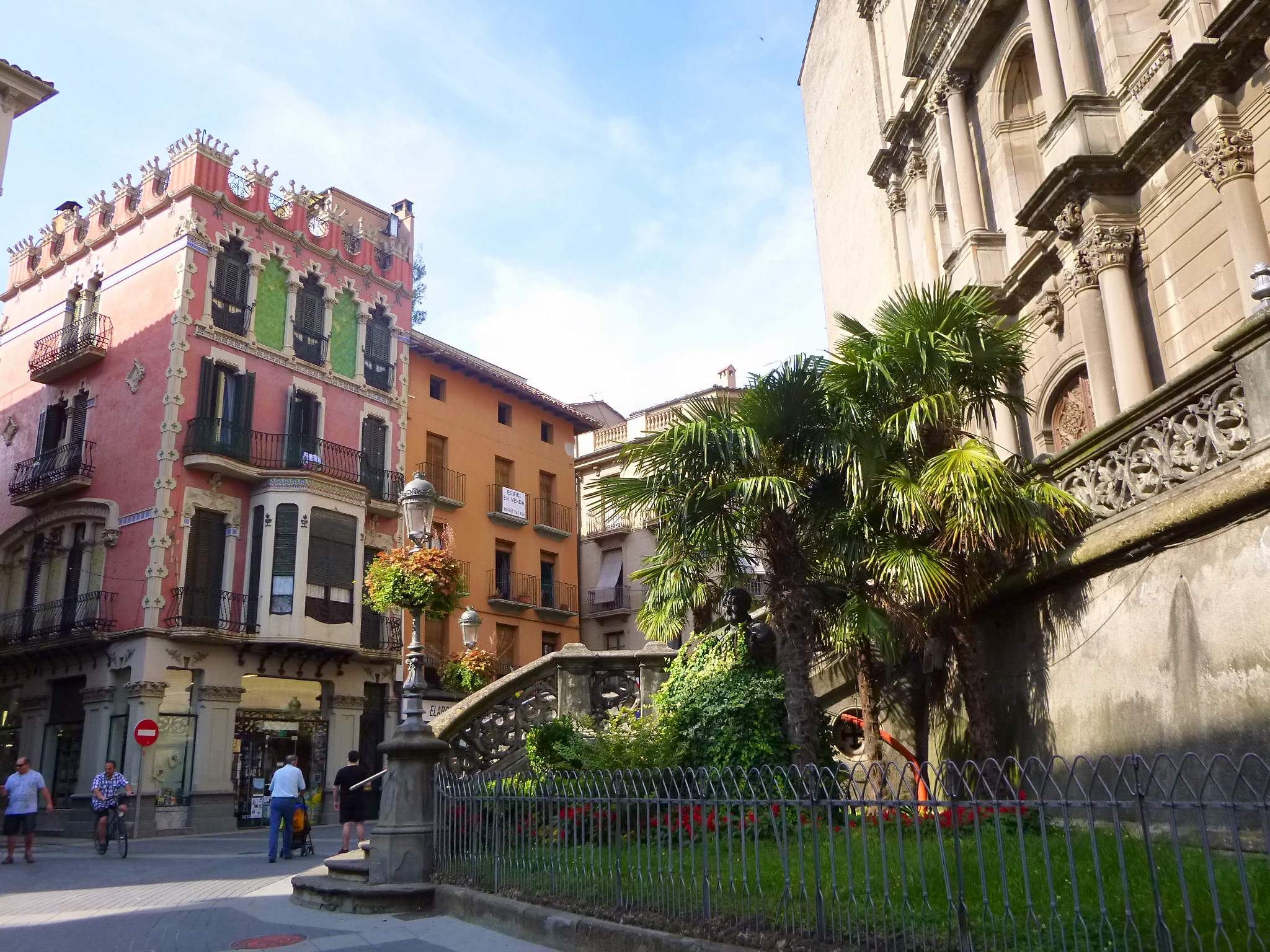
Iglesia de San Esteban

### El Modernismo
A principios del siglo XX se redactó el primer plan urbanístico de la población bajo las órdenes de Alfred Paluzie, arquitecto municipal que introdujo los principios del Modernismo, que había conocido de primera mano en Barcelona.
- Casa Pujador: situada en la plaza Conill, fue encargada por Josep Azemar. La fachada es de piedra picada y presenta un chaflán redondeado coronado por una torre cilíndrica. Tiene una ornamentación floral y las curvas de la forja de los balcones realizadas a «coup de fouet». Al interior de esta centenaria tienda se puede ver el magnífico techo entablado.
- Casa Escubós: situada en la plaza Conill, fue diseñada por Paluzie en 1905. Destacan las ornamentaciones que enmarcan las aperturas. Es una casa de tres fachadas de color verde pálido. Las aperturas de los balcones y ventanas fueron embellidas en su parte superior con unas composiciones de líneas tortuosas, donde se aplicó cerámica vidriada de tipo floral.[18]
- Fachada lateral de la iglesia de San Esteban: obra de Sureda de 1905 realizada con cerámica amarilla con cruces de color verde. Predomina la decoración con cerámica de Valencia amarilla con motivos en forma de cruz. Las rampas de acceso están adornadas con decoraciones vegetales típicamente modernistas.
- Casa Gaietà Vila: situada en la plaza de Esteve Ferrer, fue obra de Paluzie en 1905. Destacan los capiteles florales, el hierro forjado y la cerámica con decoraciones.[19]
- Casa Solà-Morales: está situada en el paseo de Miquel Blay. Lluís Domènech i Montaner diseñó la reforma de la fachada en 1913 para unificar dos edificios en uno. Las cariátidas son obras del escultor Eusebi Arnau.[20]
- Casa Gassiot: situada en la calle de San Rafael, fue obra del arquitecto Paluzie en 1911. La fachada principal tiene una ornamentación de coup de fouet en los balcones y una gran escultura alegórica que recuerda la especialidad del propietario de la casa.[21]
- Museo de la Garrocha: conté el cuadro La càrrega de Ramon Casas y una exposición de obras originales para los carteles modernistas de la casa de tabaco Cigarrillos París, y obras del escultor modernista Miquel Blay.

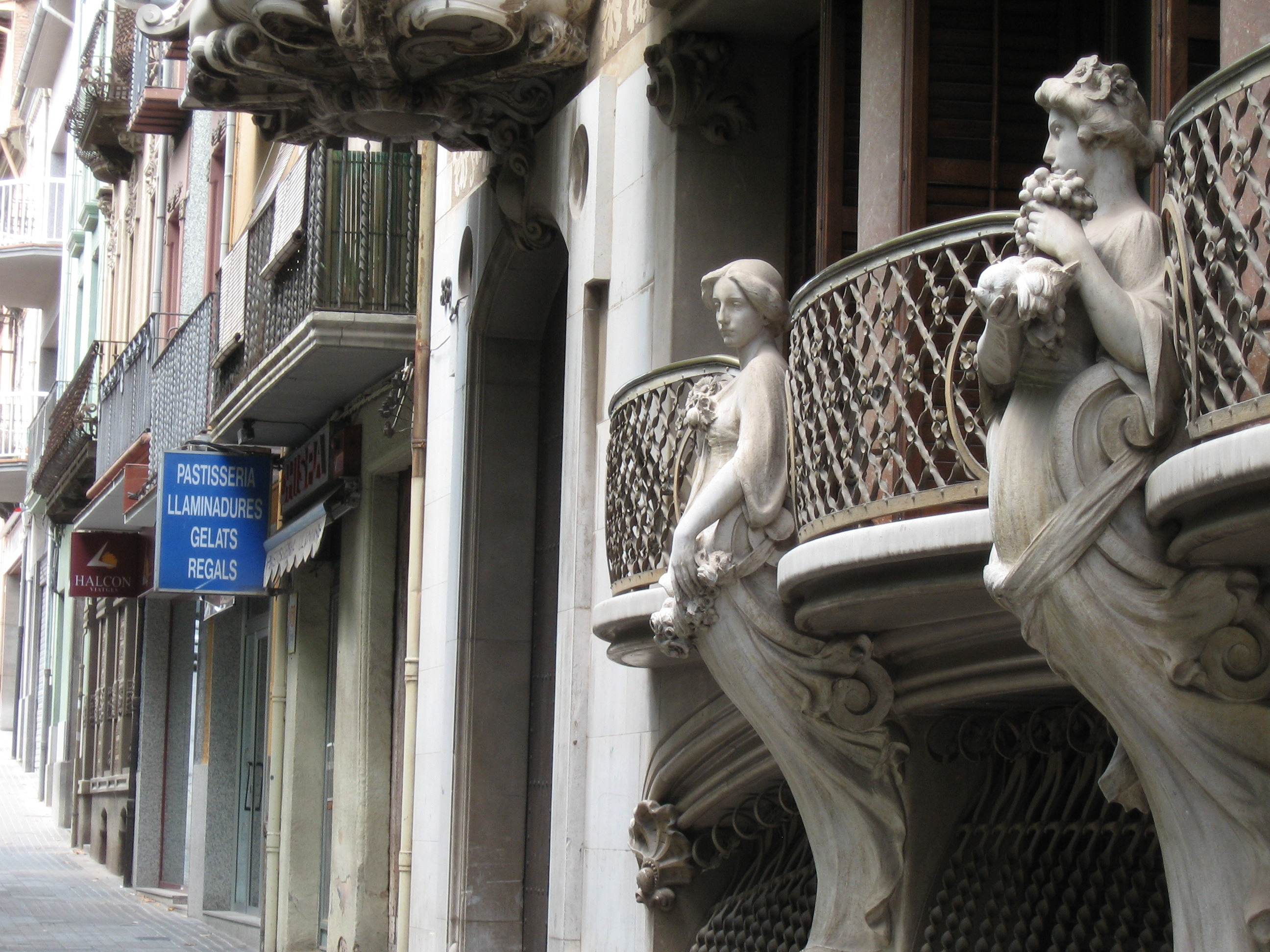
Casa Solà-Morales

### La Moixina y elParc Nou
La Moixina y el Parc Nou son dos espacios que comparten la singularidad de los robledales húmedos, una muestra de lo que habían sido los bosques en las llanuras de Olot. En su sotobosque hay presencia de especies de flora extremadamente raras de encontrar en el sur de los Pirineos. Estos lugares de gran belleza inspiraron numerosos pintores de la escuela paisajística de Olot.
- Capilla de Nuestra Señora de la Salud: fue quemada en 1936 y reconstruida en 1942 gracias a las aportaciones de artistas olotenses.[23]
- Fuentes de La Moixina y de Bufaganyes: declaradas Bienes Culturales de Interés Local por su valor histórico, paisajístico y popular.
- Ciénagas de La Moixina: en ellas se pueden observar las comunidades vegetales amantes del agua y gran variedad de pájaros.
- Parc Nou: es un parque donde se encuentran el Museo de los Volcanes y el Jardín Botánico de Vegetación Natural Olotense, que cuenta entre otros con un árbol monumental y un robledal que incluye robles comunes, bojes comunes y acebos.[24]

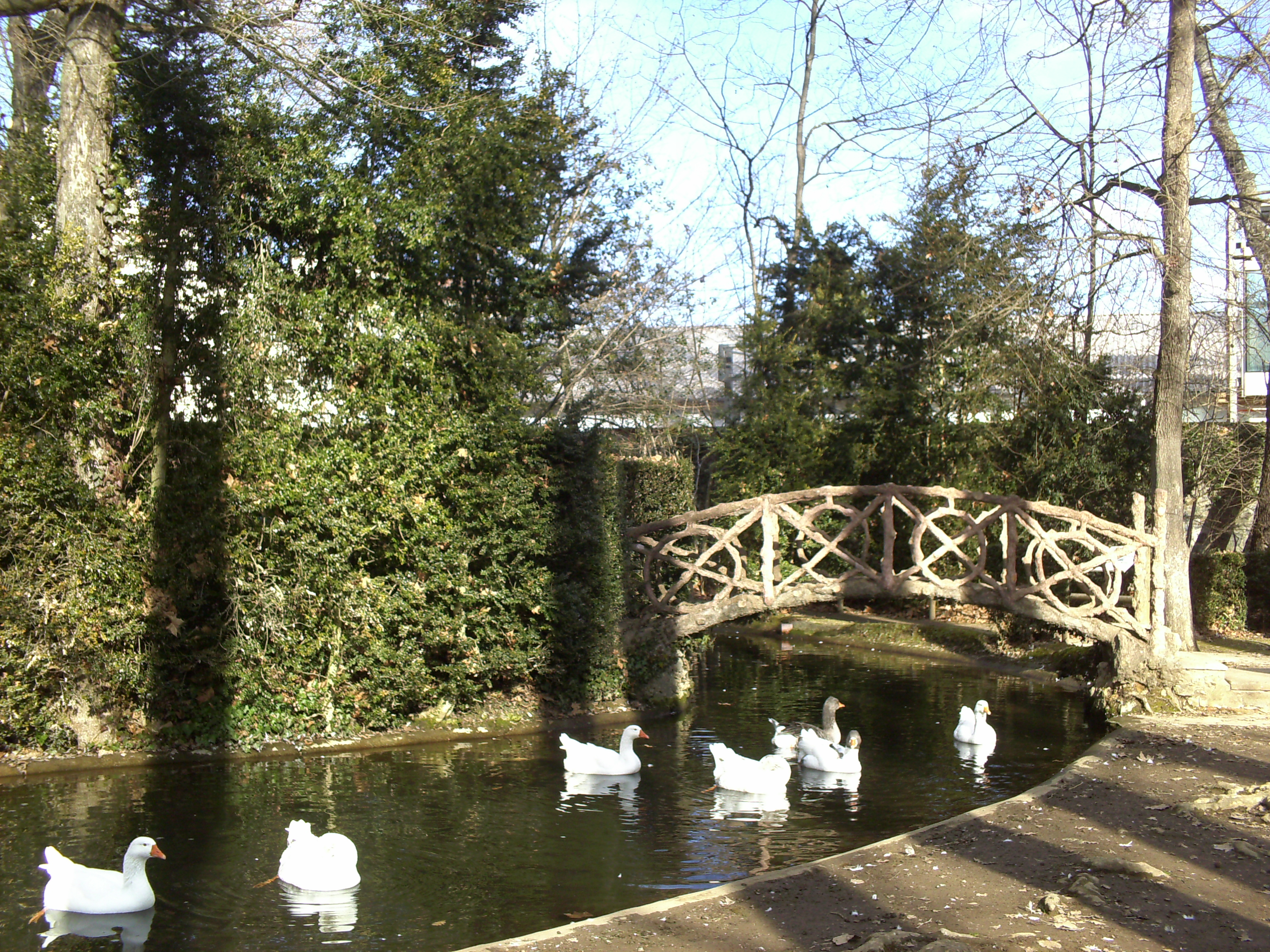
El Parc Nou

### Batet y La Fageda d'en Jordà
La colada de lava que proviene del volcán Croscat, donde crece el hayedo "La Fageda d'en Jordà" y el la meseta basáltica de Batet es del paisaje que captivó Fernando Trueba para atorgar a El artista y la modelo el tono idílico que requería su película. El antiguo camino de Batet cruza un paisaje que el hombre ha modelado con muros de piedra volcánica y hazas donde conrear. Como telón de fondo, los Pirineos ofrecen las mejores panorámicas. El hayedo de La Fageda d'en Jordà con sus tossols, pequeñas colinas formadas cuando la colada de lava del volcán Croscat pasaba por una zona de ciénagas y el vapor de agua deformó su costra.

### Vía Verde de Olot a Gerona

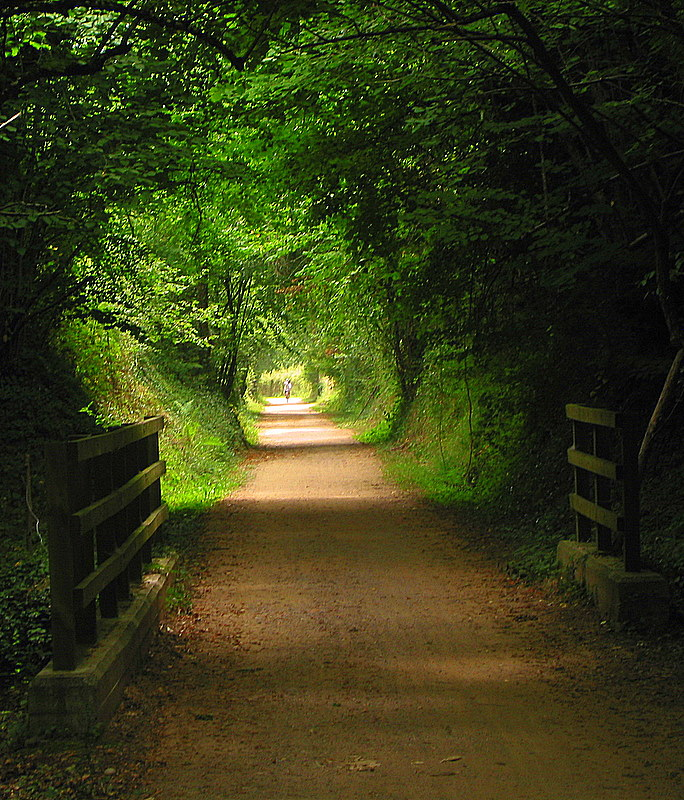
Vía verde de Olot a Gerona

Una de las rutas más destacadas para pasear y hacer en bicicleta es la Vía Verde, un trazado que aprovecha el recorrido de la antigua línea de tren Olot-Gerona.
Algunos de los puntos destacados de la Vía Verde son:
- Antigua estación de tren de Olot: el 14 de noviembre de 1911 se produjo la llegada del tren en Olot. Fue activo hasta 1969.[28]
- Monumento a los vencidos: espacio de memoria histórica de la Guerra Civil, obra de Claudi Casanovas.[29]
- Fuentes de San Roque: lugar de naturaleza dentro de la ciudad, donde el fresco del agua de la fuente y el río Fluviá tienen todo el protagonismo.[30]
- Tossols: descubrid esas colinas de origen volcánico formadas por la interacción de las coladas de lava con zonas húmedas.
- Panorámicas: disfrutad de los paisajes de postal de Vall de Bas, la montaña del Puigsacalm y del volcán Montsacopa.

### Otras obras destacadas
- Casa Masramon: es una de las obras más importantes de Rafael Masó, de estilo novocentista.
- Estadio de atletismo Tossols-Basil: la pista se ubica en un claro de bosque de roble común, que queda cerrada respecto al bosque y limita el propio estadio; mientras las gradas se ubican en pequeñas fajas o taludes entre el claro y el bosque.[31]
- Pabellón de baño Tossols-Basil
- Parque de Pedra Tosca: es un proyecto de recuperación de la antigua estructura agrícola creada a partir de la transformación de los Tossols (prominencias naturales de piedra basáltica), que activa el factor sorpresa en su acceso y crea una variedad de recorridos por su interior que permiten descubrir este paisaje único y singular.
- Firalet: construido con piezas de basalto, el pavimento recupera la topografía de la antigua colada de lava del volcán Montsacopa.

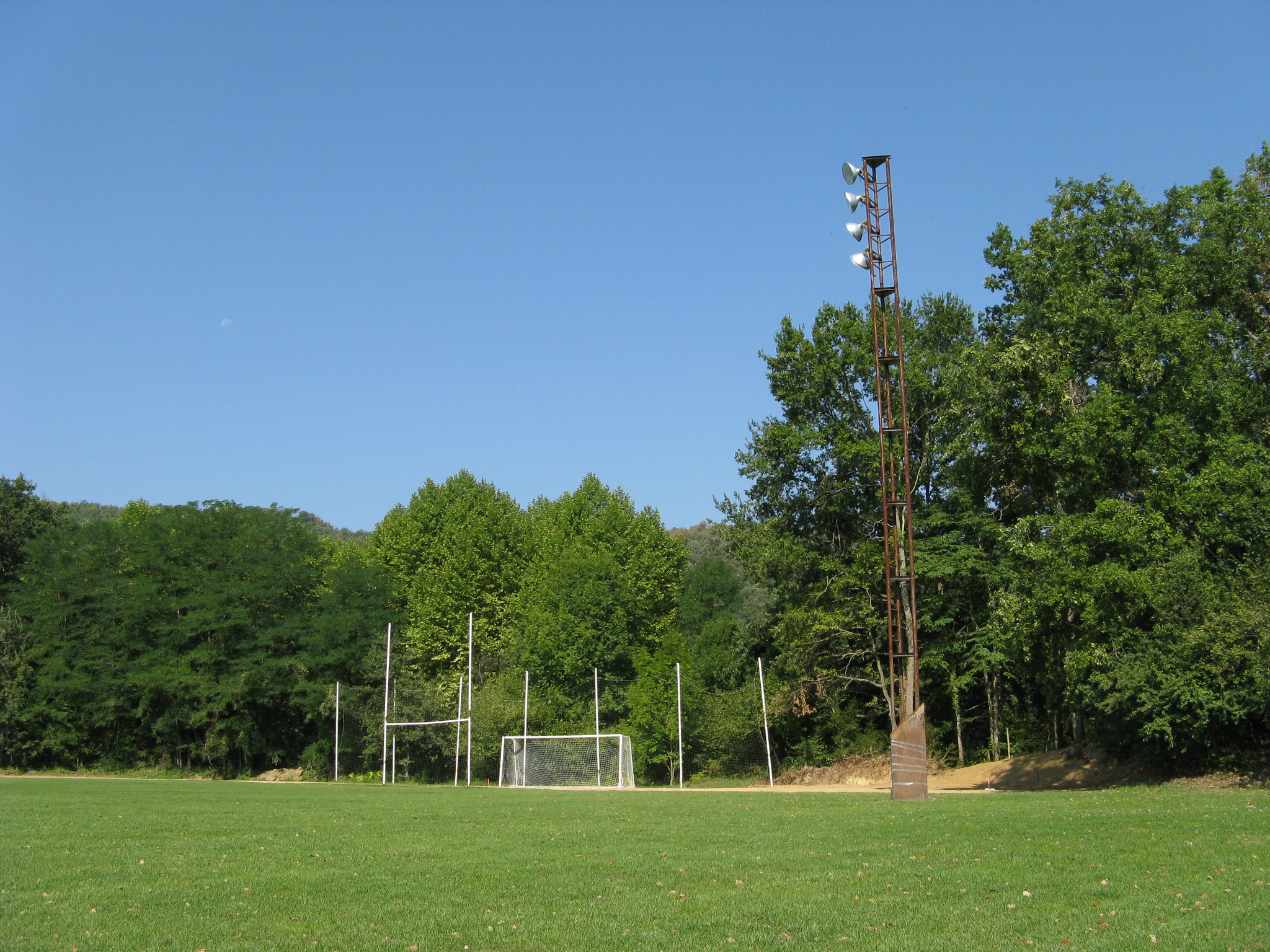
Estadio de atletismo Tossols-Basil

- Sala El Torín (2010), sala de espectáculos diseñada por el arquitecto Joan Rodon.

## Gastronomía
La carne a la brasa es la reina de la mesa en la Garrocha. La cocina volcánica es la denominación que han adoptado muchos restaurantes de la zona para nombrar sus especialidades gastronómicas. Entre los ingredientes de la zona podemos degustar productos más genéricos como la carne de cerdo o las patatas a la brasa, pero son sin duda los productos autóctonos como las judías blancas de Santa Pau (fesols de Santa Pau) que recibe su nombre por la villa medieval que existía en la llanura de Olot, acompañadas de butifarra, o el jabalí, los que han dado fama a las especialidades culinarias de la zona volcánica.

## Sindicatos locales
- Confederación Nacional del Trabajo (CNT)
- Comisiones Obreras (CC. OO.)
- Unión General de Trabajadores (UGT)

## Educación
La educación en la ciudad de Olot se organiza a través del área de Educación y Juventud del Ayuntamiento de Olot desde 2021. Antes, estas competencias eran administradas por el Instituto Municipal de Educación y Juventud, un organismo autónomo del propio Ayuntamiento, que fue disuelto por decisión del pleno municipal de 23 de julio de 2020 debido a las dificultades para ajustarse a la normativa sobre el control interno y control financiero de los entes locales, y sus competencias fueron integradas a los servicios ordinarios del Ayuntamiento.

### Educación obligatoria
Olot dispone de distintas escuelas e institutos para cursar la educación obligatoria. Por lo que respecta a escuelas públicas, encontramos la escuela "Malagrida", inaugurada el 14 de abril de 1932 y que da servicio a los barrios del centro de la ciudad; la escuela "Volcà Bisaroques", inaugurada el 1982 en sustituir la escuela del Carmen (fundada en 1969) y que da servicio a los barrios del nordeste y al pueblo de Batet de la Serra; la escuela "Pla de Dalt", creada en 1960 con el nombre de escuela "Sant Pere Màrtir" y que da servicio a los barrios del oeste de la ciudad; la escuela "Sant Roc", creada en 1964 con el nombre de "XXV Años de Paz" y que escolarizó a la mayoría de población que venía de Andalucía durante los años 60, que vivían en la zona sur de la ciudad; la escuela "Llar-Lluís María Mestras", inaugurada en noviembre de 1981 con el objetivo de escolarizar alumnos de la zona norte de Olot junto con alumnos que provenían de zonas rurales sin escuela, donde pernoctaban, i que en 2020 se convirtió en Instituto Escuela con el nombre de Instituto Escuela "Greda"; y la escuela "Morrot", inaugurada en septiembre de 2007 y que ofrece servicio a los barrios de la zona norte.
Aparte, hay también escuelas de iniciativa privada: la escuela "Petit Plançó", creada en 1968 con el objetivo de enseñar catalán y en catalán y con voluntad de arraigo al medio y la utilizacion de pedagogías activas; la escuela "Joan XXIII", que atiende alumnos con discapacidad; y dos escuelas religiosas muy arraigadas en la ciudad, la escuela "Pía" y la escuela "Cor de Maria-Maria Reina".
Por lo que respecta a la educación secundaria obligatoria, aparte del mencionado Instituto Escuela "Greda" y de las escuelas privadas, también hay tres institutos públicos que la ofrecen: el instituto "Montsacopa", inaugurado el 1969 como Instituto de Bachillerato; el instituto "La Garrotxa", creado en 1974 como instituto de Formación Profesional; y el instituto "Bosc de la Coma", inaugurado en 1997 y que sustituía el instituto-escuela "Volcà Bisaroques", que había ofrecido la secundaria desde 1987.

### Educación posobligatoria
Los institutos "Montsacopa", "La Garrotxa" y "Bosc del a Coma" ofrecen los bachilleratos de humanidades y ciencias sociales y de ciencias y tecnología, y distintos cursos de formación profesional, tanto de grado medio como de grado superior. Por otro lado, la Escuela de Arte de Olot ofrece el bachillerato de artes, la formación profesional de ámbito artístico y estudios superiores de diseño. La escuela "Pía" también ofrece cursos de formación profesional de grado medio y superior.
Por otro lado, la fundación KREAS, entidad sin ánimo de lucro y creada por la Federación Empresarial de Carnes e Industrias Cárnicas y la Fundación Universitaria Balmes, con sede en Olot, ofrece entre otros ciclos formativos de grado superior relacionados con la industria cárnica.
Desde 1982 Olot también dispone de un centro donde se imparte la educación de adultos, situado desde 1990 en el edificio de la antigua estación de tren de Olot, con el nombre de "Centre de Formació d'Adults de la Garrotxa". Olot también es sede de una Escuela Oficial de Idiomas.

### Otros
Olot también dispone de distintos centros educativos municipales: la escuela de música "Xavier Montsalvatge", la escuela municipal de expresión (que ofrece cursos artísticos no reglados) y cuatro parvularios municipales, llamados "Sant Pere Màrtir", "Sant Miquel", "La Gredera del Morrot" y "Les Fonts".

## Personas destacadas
Olot es el lugar de nacimiento de diversas personalidades destacadas de las artes, la literatura y los negocios. Entre ellas se encuentran el pintor y escritor modernista Marian Vayreda, el escultor Josep Clarà y el empresario Luis Riu Bertrán.